# Cypseloides
Genre
Le genre Cypseloides comprend 8 espèces de martinets américains.

## Liste des espèces
D'après la classification de référence (version 2.2, 2009) du Congrès ornithologique international (ordre phylogénique) :
- Cypseloides cherriei – Martinet à points blancs
- Cypseloides cryptus – Martinet à menton blanc
- Cypseloides storeri – Martinet de Storer
- Cypseloides fumigatus – Martinet fuligineux
- Cypseloides rothschildi – Martinet de Rothschild
- Cypseloides niger – Martinet sombre
- Cypseloides lemosi – Martinet à plastron blanc
- Cypseloides senex – Martinet à tête grise